# Campeonato Brasileiro de Futebol – Série D
Die Série D ist die vierte und niedrigste Spielklasse im Ligasystem der nationalen Fußballmeisterschaft der Männer von Brasilien (port. Campeonato Brasileiro de Futebol) die vom nationalen Fußballverband CBF organisiert wird.
Die Série D wurde zur Saison 2009 etabliert und stellt seither für die Vereine den Einstieg in den nationalen Meisterschaftswettbewerb dar, sofern sie nicht schon in den höherklassigen Ligen vertreten sind. Die Qualifikanten für die Série D werden über die von den jeweiligen Landesverbänden der Bundesstaaten abgehaltenen Wettkämpfe ermittelt, üblicherweise aus deren eigenen Meisterschaftsturnieren und Landespokalausscheidungen. Die Vergabe aller Startplätze erfolgt zu jeder Saison von neuem, wodurch das Teilnehmerfeld einer Viertligasaison von Jahr zu Jahr variiert. Hat ein Verein keinen Aufstiegsplatz zur Série C und zugleich im Wettkampf auf Staatsebene keinen entsprechenden Qualifikationsplatz für die Série D zur folgenden Saison erreicht, so scheidet er für mindestens ein Jahr aus dem nationalen Meisterschaftswettbewerb aus.
Die Série D stellt vier Aufstiegsplätze für die Série C der nachfolgenden Saison bereit. Eine Ausnahme stellte die Saison 2011 dar, in der auch der Fünftplatzierte des Gesamtklassements (FC Treze) aufsteigen durfte.

## Geschichte
Die erste Saison der Série D fand 2009 statt. Von 2010 bis 2015 waren 40 Vereine auf dieser Stufe vertreten, von 2016 bis 2021 waren es 68 Mannschaften – ab 2022 64. Die Dauer der nationalen Meisterschaft auf dieser Stufe beschränkte sich lange Zeit auf 16 bis 18 Partien von der Gruppenphase bis ins Finale im zweiten Halbjahr. Dies änderte sich erst ab der Saison 2020, als der CBF die Dauer der Saison auf mindestens sechs Monate verlängerte und 26 Spieltage vorsah. CS Alagoano ist der einzige Verein, der 2016–2019 drei Aufstiege in Folge von der Serie D in die Série A schaffte.

## Modus
Der Wettbewerb in der Série D wird nach wie vor in dem für den brasilianischen Vereinsfußball als traditionell geltenden Modus Operandi ausgetragen. Alle Vereine tragen dabei zuerst eine Qualifikationsrunde aus, in der die Qualifikanten der Finalrunde ermittelt werden. Die Finalrunde wird im K.-o.-System mit Hin- und Rückspielen ausgetragen. Das Erreichen des Halbfinales ist mit dem Aufstieg in die Série C der nachfolgenden Saison verbunden.

## Liste der Meister der Série D
| Saison | Meister                 | Vizemeister       | Drittplatzierter     | Viertplatzierter      | Teilnehmer |
| ------ | ----------------------- | ----------------- | -------------------- | --------------------- | ---------- |
| 2009   | São Raimundo EC         | Macaé Esporte FC  | Chapecoense          | Alecrim FC            | 39         |
| 2010   | Guarany de Sobral       | Madureira EC      | Araguaína FR         | Joinville EC          | 40         |
| 2011   | Tupi FC                 | Santa Cruz FC     | Cuiabá EC            | Oeste FC              | 40         |
| 2012   | Sampaio Corrêa FC       | CRA Catalano      | ACEC Baraúnas        | Mogi Mirim EC         | 40         |
| 2013   | Botafogo FC             | EC Juventude      | Tupi FC              | Salgueiro AC          | 40         |
| 2014   | Tombense FC             | Brasil de Pelotas | Londrina EC          | AD Confiança          | 41         |
| 2015   | Botafogo FC             | Ríver AC          | Clube do Remo        | Ypiranga FC (Erechim) | 40         |
| 2016   | Volta Redonda FC        | CS Alagoano       | EC São Bento         | Moto Club             | 68         |
| 2017   | Operário Ferroviário EC | Globo FC          | Atlético Acreano     | SD Juazeirense        | 68         |
| 2018   | Ferroviário AC          | Treze FC          | EC São José          | Imperatriz            | 68         |
| 2019   | Brusque FC              | Manaus FC         | Ituano FC            | EC Jacuipense         | 68         |
| 2020   | Mirassol FC             | Floresta EC       | Grêmio Novorizontino | AA Altos              | 68         |
| 2021   | AA Aparecidense         | Campinense Clube  | ABC Natal            | Atlético Cearense     | 68         |
| 2022   | América FC              | Pouso Alegre FC   | Amazonas FC          | São Bernardo FC       | 64         |
| 2023   | Ferroviário AC          | Ferroviária       | Athletic Club        | SER Caxias do Sul     | 64         |
| 2024   | Retrô FC Brasil         | Anápolis FC       | Maringá FC           | AO Itabaiana          | 64         |